# 1TV Ganatleba
1TV Ganatleba (en georgiano: 1TV განათლება); antes 2TV (en georgiano: მეორე არხი, romanizado: meore arkhi) fue un canal de televisión público de Georgia, perteneciente a Radiodifusión Pública de Georgia. Su programación era educativa.

## Historia
El canal inició emisiones como 2TV en 1991.
Entre 2010 y 2017, 2TV produjo programas sociopolíticos: Tavisupali t’ribuna, Argument’ebis dro (programa de entrevistas), Ep’itsent’ri y el noticiero Moambe en cinco idiomas (ruso, abjasio, osetio, azerbaiyano y armenio), informes diarios (Bripingis dro), largometrajes y documentales emitidos por 1TV. También emitía las sesiones plenarias del Parlamento de Georgia.
El 26 de marzo de 2020, 2TV cambió su nombre y comenzó a emitir bajo el nombre de 1TV Ganatleba. Debido a la evolución del coronavirus en Georgia, las escuelas e instituciones educativas del país permanecieron cerradas por un período indefinido. La Radio Pública de Georgia, junto con el Ministerio de Educación, prepararon el proyecto T'elesk'ola, que se basaba en la realización de clases para estudiantes de secundaria como parte del curso escolar. Las lecciones en televisión se emitieron en el canal a partir del 30 de marzo de 2020.
El 17 de diciembre de 2023, GPB anunció su cierre, de acuerdo con el plan de reestructuración de la emisora, y su traslado a una nueva sede en 2024.